# لامبرسار
شهر لامبرسار (به فرانسوی: Lambersart) در شهرستان نور (فرانسه) در ناحیه شمال کاله با جمعیت ۲۸٬۵۴۳ نفر در کشور فرانسه واقع شده‌است